# Hội chứng Treacher Collins
Hội chứng Treacher Collins (tiếng Anh: Treacher Collins syndrome, TCS) là hiện tượng rối loạn di truyền gây dị dạng mắt, tai, xương hàm hoặc toàn bộ vùng mặt nói chung tùy theo biến chứng nặng hay nhẹ ở mỗi bệnh nhân. Hội chứng TCS khiến hệ hô hấp trở nên khó khăn, mắt bị dị tật làm giảm tầm nhìn, môi bị sứt và hở hàm ếch, kèm theo khiếm thính. Tuy nhiên, trí tuệ của bệnh nhân có thể không bị ảnh hưởng.